# 271763 Hebrewu
271763 Hebrewu è un asteroide della fascia principale. Scoperto nel 2004, presenta un'orbita caratterizzata da un semiasse maggiore pari a 2,8661451 UA e da un'eccentricità di 0,2478045, inclinata di 13,37308° rispetto all'eclittica.
L'asteroide è dedicato all'Università Ebraica di Gerusalemme di cui viene ripresa la parte iniziale del nome in inglese.